# 马岑多夫-赫勒斯
马岑多夫-赫勒斯是奥地利下奥地利州维也纳新城城郊县的一个市镇。总面积14.1平方公里，总人口1802人，人口密度127.8人/平方公里（2005年）。